# Lautenbach (Ottweiler)
Lautenbach ist der flächenmäßig kleinste Stadtteil von Ottweiler im Landkreis Neunkirchen im Saarland. Bis Ende 1973 war Lautenbach eine eigenständige Gemeinde.

## Geographie
Lautenbach liegt an der Grenze zu Rheinland-Pfalz bei Breitenbach (Pfalz). Weitere Nachbargemeinden in Rheinland-Pfalz sind Waldmohr und Dunzweiler. Im Saarland grenzt der Ort an Neunkirchen (Saar) mit dem Stadtteil Münchwies und an Fürth im Ostertal, welcher ebenfalls ein Stadtteil von Ottweiler ist. Zu Lautenbach gehört der Ortsteil Remmesfürth.

## Geschichte
1310 wurde Lautenbach zum ersten Mal urkundlich erwähnt. Im 15. Jahrhundert gehörten Fürth, Dörrenbach und Lautenbach zum Reichslehen Burg Kirkel und gelangten dann durch „Tausch und andere Verträge“ an Nassau-Saarbrücken.
Am 1. Januar 1974 wurde die Gemeinde Lautenbach bei der Gebiets- und Verwaltungsreform in die Stadt Ottweiler eingegliedert.

## Freizeit
Heute verfügt Lautenbach über einen Sportplatz, ein Naherholungsgebiet mit einem Weiher und über mehrere Wälder und Wanderwege.